# Будурашти (Валча)
Будурашти (рум. Budurăști) насеље је у Румунији у округу Валча у општини Стоенешти. Oпштина се налази на надморској висини од 361 m.

## Становништво
Према подацима из 2002. године у насељу је живело 215 становника, од којих су сви румунске националности.